# Order Dobroczynności (Hiszpania)
Order Cywilny Dobroczynności (hiszp. Orden Civil de Beneficencia) – prestiżowy order hiszpański istniejący z przerwami od 1856 do 1989, kiedy to zastąpiony został przez Order Cywilny Solidarności Społecznej (Orden Civil de la Solidaridad Social). 
Podzielony był początkowo na trzy, a później na cztery klasy:
- Krzyż Wielki (Gran Cruz): krzyż na wielkiej wstędze i gwiazda – od 1910;
- I klasa (1ª clase): gwiazda bez wstęgi;
- II klasa (2ª clase): komandoria na wstędze;
- III klasa (3ª clase): krzyż na wstążce.

W 1910 został zreformowany, oprócz dodania dodatkowej klasy najwyższej Krzyża Wielkiego, podzielono na dodatkowe grupy przyznawane według rodzaju, rozróżniane kolorem wstęgi oraz emalii odznaki:
- odznaka fioletowo-czarna (distinitivo morado-negro) – za zasługi dla zdrowia publicznego z osobistym narażeniem życia;
- odznaka fioletowo-biała (distinitivo morado-blanco) – za zasługi dla zdrowia publicznego bez osobistego narażenia życia;
- odznaka biało-czarna (distinitivo blanco-negro) – za pomoc charytatywną z osobistym narażeniem życia;

jednocześnie wchłaniając Krzyż za Epidemie (Cruz de Epidemias). Tego samego rodzaju zasługi wyłączono z Orderu Dobroczynności tworząc w 1943 nowe odznaczenie pod nazwą Order Cywilny Służby Zdrowia (Orden Civil de Sanidad).